# La cambra trista
La cambra trista és una pintura de Pere Torné Esquius, realitzada vers l'any 1913 i conservada a la Biblioteca Museu Víctor Balaguer, amb número de registre 1631. Va ingressar en aquesta col·lecció l'any 1956.
Es tracta d'una de les obres que millor sintetitzen la pintura de Torné Esquius. És una temàtica d'un interior —dels pocs amb una obertura a l'exterior a través d'una finestra—, en un ambient rural i de caràcter humil, i replicant la iconografia de Els dolços indrets de Catalunya (1910). L'escena mostra un escenari immòbil i silenciós, una cambra trista que inspira una presència humana sense presència. Les flors al llit i al terra, juntament amb els dos canelobres, indiquen que en aquest espai s'hi ha vetllat un mort. Aquesta idea és reforçada per la imatge de la pietat sobre el capçal del llit, que sembla suggerir la mort d'un fill, així com la mena d'altar que s'aprecia sobre la calaixera, amb l'espelma i les flors. A través de la finestra s'aprecia una petita església, el campanar de la qual mostra una campana aixecada (tocant a mort) i, davant seu, un xiprer —arbre vinculat amb la mort.
L'obra va ingressar al fons de la Biblioteca Museu Víctor Balaguer l'any 1956. Aquell any va formar part de la col·lecció anomenada Llegat 1956, que va ser exposada primerament al Castell de la Geltrú —antiga seu de la Biblioteca Museu Víctor Balaguer. L'any 1996 la col·lecció es va traslladar a l'edifici principal del museu.
El títol original amb què va constar aleshores era Interior, però l'any 2017 —arrel de la recerca duta a terme per Eduard Vallés i Elena Llorens en el context de l'exposició antològica de l'artista celebrada al MNAC— es va canviar per La cambra trista. També en aquest context es va precisar la seva datació.